# Байтуганово (Татарстан)
Байтуга́ново (тат. Байтуган) — деревня в Агрызском районе Республики Татарстан России. Входит в состав Кулегашского сельского поселения.

## История
Первое упоминание о деревне относится к 1762 году. Название произошло от антропонима «Байтуган». В XVIII—XIX веках население деревни состояло из государственных крестьян и тептярей. 
В «Списке населенных мест Российской империи», изданном в 1876 году, населённый пункт упомянут как казённая деревня Байтуганово 2-го стана Елабужского уезда Вятской губернии, при речке Биме, расположенная в 90 верстах от уездного города Елабуга. В деревне насчитывалось 18 дворов и проживало 128 человек (57 мужчин и 71 женщина).

В 1887 году в деревне Байтуганово (Шуар, Алишев) Кулегашского сельского общества Бимской волости проживало 158 государственных крестьян и тептярей из марийцев (77 мужчин, 81 женщина) в 30 дворах. Земельный надел составлял 497,4 десятины (179,1 десятины подушного леса и 64,3 десятины лесного надела, 192,9 десятин пашни, 38,5 — сенокоса, 2,3 — выгона, 8,1 — усадьбы и 12,2 десятины неудобной земли), у жителей имелось 60 лошадей, 47 коров и 158 единиц мелкого скота (овец, свиней и коз). 38 человек занимались местными промыслами (из них 34 рогожника), 5 — отхожими промыслами (все — извозчики). Было 3 грамотных. Имелась мельница. В 1905 году в деревне Байтуганово (Валишево) проживало 249 человек (124 мужчины, 125 женщин) в 42 дворах.
С 1921 года деревня — в составе Агрызского кантона ТАССР, с 1924 — в составе Елабужского кантона, с 1928 года — в Челнинском кантоне. С 1930 года — в Красноборском районе (в 1948 году — в Кулегашском сельсовете), с 1960 года — в Агрызском районе (с 1 февраля 1963 года по 4 марта 1964 года — в Елабужском сельском районе).

## Географическое положение
Деревня находится в северо-восточной части Татарстана, в подтаёжной зоне, в пределах южной части Сарапульской возвышенности, на левом берегу реки Бима, на расстоянии примерно 86,5 километров по автодорогам к юго-юго-востоку (SSE) от города Агрыз, и в 3 км к юго-востоку от центра поселения, села Кулегаш, на границе с Каракулинским районом Удмуртии. Абсолютная высота — 139 метров над уровнем моря.

### Часовой пояс
Деревня Байтуганово, как и весь Татарстан, находится в часовой зоне МСК (московское время). Смещение применяемого времени относительно UTC составляет +3:00.

## Население
Население деревни Байтуганово в 2012 году составляло 128 человек. Возрастная структура населения характеризовалась следующими данными: трудоспособное население составляло 86 чел. (67,19 %) от общей численности населения, лица старше трудоспособного возраста — 22 чел. (17,19 %), моложе трудоспособного возраста — 20 чел. (15,62 %). В 2010 году — 129 человек (64 мужчины, 65 женщин).
| 1859 | 1887 | 1905 | 1920 | 1926 | 1938 | 1949 | 1958 | 1970 | 1989 | 2002 | 2010 |
| ---- | ---- | ---- | ---- | ---- | ---- | ---- | ---- | ---- | ---- | ---- | ---- |
| 128  | 158  | 249  | 204  | 188  | 217  | 199  | 188  | 194  | 138  | 138  | 129  |

Национальный состав
Согласно результатам переписи 2002 года, в национальной структуре населения марийцы составляли 98 %.

## Инфраструктура
В деревне функционируют филиал Кулегашской средней школы (совмещённый с детским садом), фельдшерско-акушерский пункт, магазин и языческое кладбище. До недавнего времени действовал клуб.

## Улицы
Уличная сеть деревни состоит из одной улицы (ул. Труда).